# Markus Schneider (Politiker)
Markus Schneider (* 1965 in Baden AG) ist ein Schweizer Politiker (Die Mitte). Er ist Stadtammann von Baden und Mitglied des Grossen Rates des Kantons Aargau.

## Ausbildung und Beruf
Markus Schneider hat an der ETH Zürich studiert und anschliessend an der Bezirksschule Baden als Turn- und Sportlehrer gearbeitet. Von 2007 bis 2018 arbeitete er in der Geschäftsleitung eines mittelgrossen KMU. Er hat drei Kinder.

## Politik
Markus Schneider ist Mitglied der Partei «Die Mitte», der ehemaligen CVP. Er war zunächst Einwohnerrat, bevor er 2012 in den Stadtrat und 2018 als Nachfolger von Geri Müller zum Stadtammann von Baden gewählt wurde. Seit dem 9. November 2021 ist er zudem Aargauer Grossrat.